# 軍師
軍師（ぐんし）は、軍中にて軍の司令官の戦略指揮を助ける者のことである。
このような職務を務める者は、東アジアでは古代から軍中にみられた。対して、ヨーロッパでは近代的な軍制にて参謀制度が確立するまで、制度としては存在しなかった。

## 留意すべき点
軍師は、西欧の軍制度における参謀などと異なり、軍司令官的な存在とも対等、または、やや上位の関係にあり、賓客（要人）、顧問的な立場だった。時として君主の師匠扱いもされ、君主より上位の存在の場合すらあった。これは本来君主しか行使すべきではない軍権を代行していることに由来するものである。
しかしこうした軍師像は、師匠は弟子よりも上位とする儒教的な考え方、実際に軍司令官的存在に対し、上位の立場で軍事にのみ助言する軍師という存在は『三国志演義』・『水滸伝』、あるいは日本の戦国時代を基に作られた軍記物などの創作（フィクション）の世界によって創作された部分も大きい。軍師の代表例とも言える諸葛亮（諸葛孔明）であっても政治・軍事の枠を超えて蜀のほとんどの分野に関わった人物だった。つまり君主に代わって軍政両面に権限を行使した人物が、軍事に専従する人物よりも上位にあった、という方が実情に近い。

### 中国官制における軍師の沿革
両漢交替期―軍師の起源
官制上の軍師は、両漢交替期の群雄が名士を招聘したことに端を発する。劉秀配下の鄧禹における韓歆、隗囂における方望が当時の軍師の例である。諸軍閥は軍師を文字通り「師」として、帷幄で謀略をめぐらす任務を託した。群雄と軍師との関係は君臣の間柄ではなく、軍師は進退去就の自由を有する賓客として遇された。両漢交替期の軍師は戦時体制下の臨時職だったため、後漢の中国統一ののちに廃止された。

後漢末期―名士の取り込み
後漢末期の群雄蜂起に際して軍師が再び現れた。袁紹における盧植、劉表における蔡瑁が例として挙げられる。盧植は黄巾討伐で功を挙げた当代の名儒として、蔡瑁は荊州の名士として知られていた。当時の名士とは高い名声を持った知識人（主に儒者）のことである。名士は学識・知恵を期待されて、あるいは群雄が覇権を正当化する象徴として、あるいは名士層を抱き込む目的で軍師として迎えられたとみられる。

後漢の主な官僚登用法である郷挙里選は地方官や地方の有力者がその地方の優秀な人物を推薦する制度であり、その地方での名声が重要視されたので、名士は郷挙里選で推挙されやすかった。郷挙里選の中で特に重視された孝廉では儒教の教養が重視された。孫権の軍師になった張昭も孝廉に推挙されているが、徐州など北方で名声を博した名士であり、孫策は張昭を師友の礼をもって遇している。

劉備政権で軍師中郎将・軍師将軍・丞相を務めた諸葛亮は若くして司馬徽・龐徳公に「臥龍」と評されて期待された荊州の名士だった。劉備の死後、諸葛亮は劉禅政権を丞相として取り仕切ったが、荊州出身の人材を重用し、自身の後継者にも荊州出身の蔣琬を指名した。

曹操の参謀集団―軍師・軍師祭酒
一方、曹操は司空府・丞相府において軍師・軍師祭酒による参謀集団を構成し、政策・戦略決定に関与させた。とりわけ中軍師・荀攸は軍師集団の筆頭に序せられ、「軍事・国政・人事・裁判・法制はみな荀攸に決させた」と評された。また、曹操が新たに設置した軍師祭酒は、制度化された本格的な参謀官職だった。例えば郭嘉は曹操の諮問に与って「深く算略に通じ、事理を見極めた」と評され、建安七子に数えられる陳琳・王粲・阮瑀・徐幹ら名文家は曹操の秘書として機密を扱った。自己の陣営に名士を軍師として取り込む点で曹操と当代の群雄とは共通していたが、曹操はより積極的に軍師を組織的な軍事・政治顧問として用いた。213年、曹操に従う群臣は、漢王朝に魏公への任命を行うように圧力をかけ、曹操には受諾するよう曹操に促す上奏文『魏公國勧進奏』を送った。筆頭は中軍師の荀彧、次に前軍師の鐘繇、左軍師の涼茂、右軍師の毛玠と、軍師に任命された者たちが上位に名を連ねている。

曹魏―監軍としての軍師
魏が建国され、曹操政権の中枢が丞相府から魏公国へと移ると、軍師は参謀集団としての役割を終えた。代わって、方面軍最高司令官たる都督を監察する任務が軍師に与えられるようになった。例えば、大将軍軍師・辛毗は蜀軍と対峙する大都督・司馬懿のもとに派遣され、その軍事行動を牽制し、全軍の将兵を監督した。

蜀漢―前・中・後軍師
諸葛亮の北伐においては、軍師は戦闘の都度、任命されるものではなく、官位として任命されるものであったと考えられる。都護の下に前軍師・中軍師・後軍師などがあり、監軍・領軍・護軍・典軍・参軍とともに軍を指揮・統制した。例えば諸葛亮の死後、蔣琬が都護となり、その下に鄧芝が前軍師、楊儀が中軍師、費禕が後軍師となり、姜維は右監軍、張翼は前領軍、王平は後典軍となった。

両晋―軍司
西晋では景帝・司馬師の諱を避けて「軍司」と改称されたが、地方軍団の監察官としての機能は曹魏から継承された。例えば八王の乱に際し、司馬倫は部将の管襲を司馬冏の軍司として派遣したが、司馬冏は口実を設けて管襲を殺した。これは監察を任務とする軍司が方面軍にとって目障りな存在だったことを示す事件である。

晋代の軍司は都督を代行する機能をも備えていた。重病の都督荊州諸軍事・羊祜のもとに派遣された軍司・杜預が都督の補佐を務め、羊祜の死後直ちに都督に就任したことはその例である。やがて軍司は都督の交代に際し、後任の都督に予定された者が暫定的に就任する官職へと変質していき、東晋ではこの傾向がさらに強まった。

南北朝―軍師の衰退
監察の機能を減ぜられた軍司は、本来的に正規軍制の外の官職でもあることから次第に廃れていった。南朝では梁の羊侃が元法僧の軍司を務めたのが監軍としての軍司の最後である。他方、北朝では北魏・北斉が魏晋の監軍としての軍司の制度を忠実に継承したが、その存在意義はやはり後退していった。隋唐で御史が軍の監察を行うに至り、制度としての軍師は設けられなくなった。

### 参謀としての軍師の歴史
中国では、周の文王が呂尚（太公望・姜子牙とも呼ばれる）を師に立て、子の武王のときついに殷を滅ぼしたことや、副将の立場だが軍略で大きな戦功を挙げた孫臏などが『史記』にみえるように、古くから軍師にあたる者が存在した。漢の高祖劉邦に仕えた張良は野戦の功績は1度も無かったが、「謀を帷幄のなかにめぐらし、千里の外に勝利を決した」と高祖に言わしめ、軍師の典型として知られている。
前述の通り、後漢の頃になって正式な職名として軍師の名があらわれ、後漢末から三国時代には「軍師祭酒」などの官名があらわれた。この時代に軍師の官名を帯びた者の中では、劉備に出仕すると「軍師中郎将」の官名を与えられ、のちに「軍師将軍」となった諸葛亮が特に有名である。諸葛亮は劉備の相談役として劉備に「自分に諸葛亮が必要なのは魚に水が必要なようなものだ」と言われるほど重用されており、外交官・政治家・武将としても重用された。曹操に仕えた荀彧は、曹操に「我が子房（張良の字）」と賞賛され、優れた洞察力と有用な進言で曹操を盛り立て、多くの有能な人材を推挙し、曹操政権の基盤を築いた。孫権に仕えた魯粛は、赤壁の戦いで曹操と対立する劉備との同盟を勧めて勝利に貢献し、その後も劉備との同盟を主導し曹操・孫権・劉備の三国鼎立の確立に貢献した。
また、明の建国の功臣の一人・劉基も、軍師と同様の役割を果たした事で中国ではよく知られた存在である（『三国志演義』の諸葛亮像は劉基をモデルにしたとする説もある）。
呂尚や諸葛亮、劉基のように歴史上に有名な軍師たちは、やがて講談や演劇のような歴史物語の中で神がかった智謀や魔術めいた策略を自在に使いこなし、更には本当の妖術まで使うようなスーパースターとしてもてはやされた。歴史物語の中で軍師は欠かせない存在となり、架空の歴史物語である『水滸伝』においても呉用や朱武が梁山泊の軍師として登場する。
日本では、中世に軍師と呼ばれる人々が現れたとされる。しかし、中世に軍師という呼称やそれに相当する役職はなく、実際に存在したのは陰陽道の影響を受けた占星術、易などの占術を学び、合戦における縁起担ぎを取り計らう軍配者だったと言われる。近世の軍学でも天候の予測に関する占星術などは大きな比重をしめており、このため近世において「軍配者」概念が「軍師」概念のなかに包含されたと言われることもある。しかし、「軍師」という言葉が史料上に現れる近世初期でも両者は概念上区別されている場合が見られるため、上記の説には一定の留保が必要とする論者もいる。
戦国時代が終焉して江戸時代に入ると、太平の時代風潮からかえって戦国大名が戦場で用いた戦法を研究する学問として軍学が生まれ、軍学者によって甲斐国の武田信玄に仕えた山本勘助、越後国の上杉謙信に仕えた宇佐美駿河守定行、駿河国の今川義元に仕えた太原雪斎、豊後国の大友宗麟に仕えた立花道雪などの伝説的な武将が軍学の始祖として称揚された結果、戦国大名家には軍師の職制が存在し、彼らが実際に活躍した軍師であると信じられるようになった。
また、江戸時代には戦国時代の合戦を取り上げる軍記物が数多く書かれて戦国大名に仕える名参謀たちが描かれ、さらに明治以降には軍記物が講談や歴史小説の題材に取り上げられて、豊臣秀吉の軍師竹中半兵衛などの軍師のイメージが一般に広まった。秀吉が竹中半兵衛を迎えるために7度彼の庵に通ったという有名な物語が劉備と諸葛亮の三顧の礼の逸話に基づくことが明らかであるように、日本の軍師のイメージは、多くは中国の歴史物語に範をとって江戸時代以降に作り出されたものであると言える。
中国や日本の歴史物語の中の軍師は、ある君主に仕えて軍事と政略に謀略をめぐらす人物として描かれた。このため、一般的な言葉としては、軍中の参謀に限らず、東アジア諸国において政略の相談役として活躍した人物のことを広く軍師と呼ぶことが多い。本記事では以下にそのような広い意味での軍師の例を挙げる。

## 歴史上有名な軍師人物一覧

### 中国
- 呂尚（太公望） - 文王の軍師
- 張良・陳平 - 劉邦の軍師
- 范増 - 項羽の軍師
- 諸葛亮 - 劉備・劉禅の軍師。役職としても軍師中郎将に任じられている。
- 龐統 - 劉備の軍師。役職としても軍師中郎将に任じられている。
- 司馬懿 - 曹操・曹丕・曹叡の軍師
- 荀彧 - 曹操の軍師
- 房玄齢・杜如晦 - 李世民の軍師
- 耶律楚材 - テムジンの軍師
- 劉秉忠 - クビライの軍師
- 劉基 - 朱元璋の軍師

### 日本
日本には、軍師という役職は存在しない。ただし、同様の存在として有名なものとして、以下の人物が挙げられる。
- 竹中半兵衛 - 豊臣秀吉の軍師
- 黒田官兵衛 - 豊臣秀吉の軍師

## 架空の軍師
- 水滸伝
  - 呉用
  - 朱武
  - 楽和(水滸後伝)
- 蕩寇志
  - 劉慧娘

## 関連書
- 『軍師・参謀 戦国時代の演出者たち』小和田哲男　中公新書 977　中央公論社 1990年 ISBN 9784121009777
- 『戦国軍師の合戦術』小和田哲男　新潮文庫　新潮社　2007年　ISBN 978-4-10-128852-9